# Saint-Jean-Lasseille
Saint-Jean-Lasseille (katalanisch Sant Joan la Cella) ist eine französische Gemeinde mit 1578 Einwohnern (Stand 1. Januar 2022) im Département Pyrénées-Orientales in der Region Okzitanien. Sie gehört zum Arrondissement Céret und zum Kanton Les Aspres.

## Nachbargemeinden
Nachbargemeinden von Saint-Jean-Lasseille sind Bages im Norden, Brouilla im Osten, Banyuls-dels-Aspres im Süden und Villemolaque im Westen.

## Bevölkerungsentwicklung
| Jahr      | 1962 | 1968 | 1975 | 1982 | 1990 | 1999 | 2013 |
| Einwohner | 330  | 289  | 252  | 346  | 437  | 469  | 1301 |

## Sehenswürdigkeiten
- Kirche Saint-Jean